# Kadarka

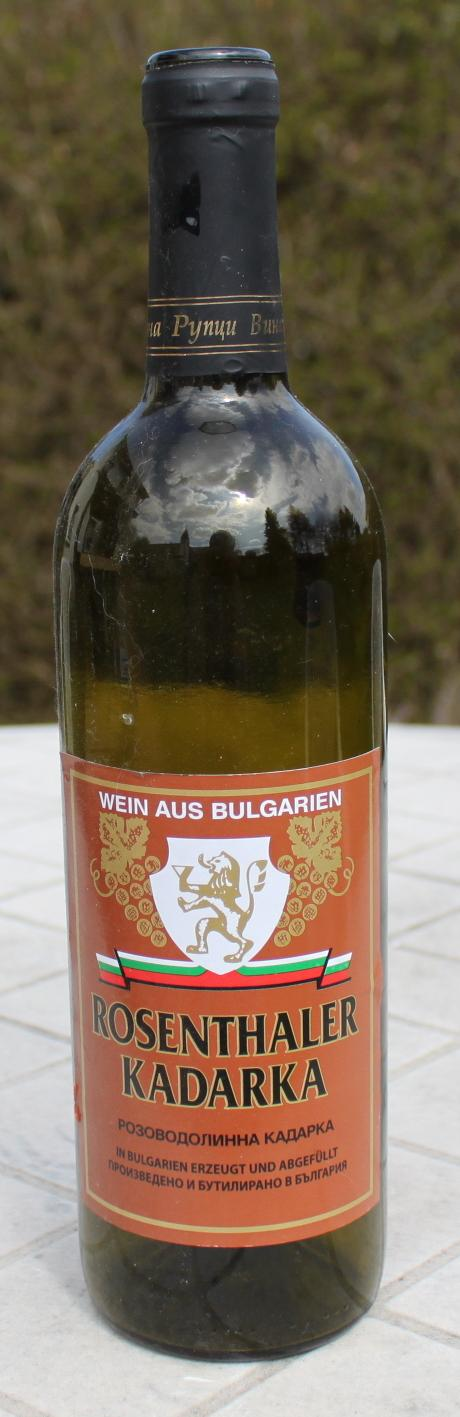
Una botella de vino Rosenthaler Kadarka de Bulgaria.

La kadarka es una uva de piel oscura usada para producir vino tinto. Tiene una larga historia y es popular en Hungría, Rumanía y Bulgaria, donde también se la conoce como gamza (гъмза).

## Descripción
Es un componente importante de los vinos tintos cuvée búlgaros conocidos como "Sangre de Toro de Eger" o de los vinos de Szekszárd, pero ha ido en declive en las plantaciones húngaras, donde es reemplazada por la kékfrankos y la portugieser.
También crece en otros países de Europa del Este, donde es conocida a veces cono cadarka como skadarska.
Se cree que la kadarka es asumida como originaria de Hungría. Otra hipótesis dice que está relacionacada con la variedad skadarsko, que se cree que es originaria del lago Scutari, que está situado en la frontera entre Albania y Montenegro.
Un estudio reciente, ha demostrado que una de las uvas de la que desciende la kadarka es la papazkarası, que crece en la región de Kırklareli, en Strandja.
El vino de kadarka se caracteriza por tener un sabor completo, fácilmente reconocible, un aroma profundo un color oscuro o medianamente oscuro. La kadarka es usada a menudo para cuvées como las de Egri Bikavér, y también para la producción de uvas de mesa. La mejor kadarka crece en las regiones vinícolas de Szekszárd y en Villány, en Hungría.
En Bulgaria, la gamza es cultivada sobre todo en el noroeste y el centro del país, en la Planicie Danubiana. Hasta las últimas décadas, la gamza ha sido la uva dominante en estas regiones búlgaras. Las principales características de esta vid son los racimos compactos con frutos pequeños y casi esféricos de color azul oscuro o azul muy oscuro.

## Sinónimos
La kadarka es conocida también bajo los siguientes sinónimos: backator-szőlő, black kadarka, blaue kadarka, blaue ungarische, bleu de Hongrie, blue kadarka, branicevka, budai fekete, cadarca, cadarca de Minis, cadarca neagra, cadarka, cedireska, cerna ghija, cerna giza, cerna meco, cerna skadarka, cetereska, cherna gizha, chernina, chetereshka, csoka szőlő, domanli, edle ugartraube, edler schwarzblauer tokayer, teket budai, fekete czigány, fekete zinka, fűszeres kadarka, gamza, gemza, gimza, gmza, gymza, jenei feket, jenei fekete, kadar, kadarka, kadarka blaue, kadarka ble, kadarka bleu, kadarka chernaya, kadarka crna, kadarka fekete, kadarka fűszeres, kadarka keck, kadarka modra, kadarka nemes, kadarka nera, kadarka noir, kadarka rubinrot, kadarka schwarz, kadarka sinyaya, kadarkas, kadarska, kallmet, kara shiralak, kék budai, kékkardarka, kereszetes levelű, keresztes levelű, ksoka szőlő, ksoko szőlő, lúdtalpú, lugojana, meco cerna, mekis, mekish, modra kadarka, mor kadarka, mórkadarka, mosler schwarz, nazlin gomza, nazlun gamza, nemes kadarka, noble bleu, noir de Scutari, noir de la Moselle, raisin noir de Scutari, raisin turc, schwarzer cadarca, schwarzer mosler, schwarzer skutariner, scutariner, sirena, siva gamza, skadarka, skadarska, skakar, tanka gamza, török szőlő, törökbúza szőlő, törökszőlő, tokaynero di Scutari, ungarische edeltraube, vodishka loza, vodnishka, vrachansko cherno, zelena gamza y zherni shipon.